# Danny Glover

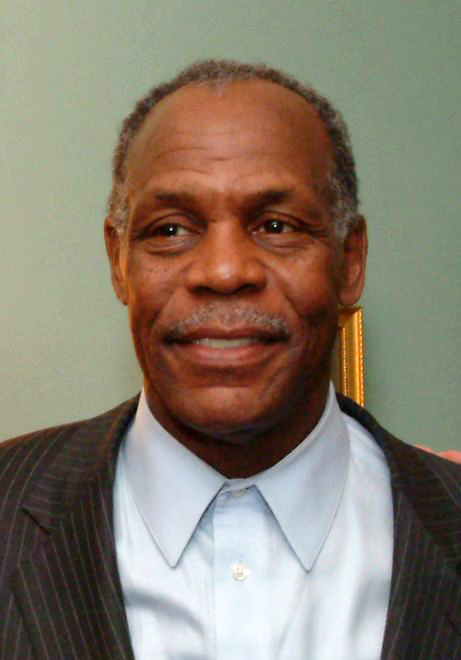
Danny Glover (2008)

Danny Lebern Glover (* 22. Juli 1946 in San Francisco, Kalifornien) ist ein US-amerikanischer Schauspieler, Filmregisseur, UNICEF-Sonderbotschafter, politischer Aktivist und Sänger. Bekannt wurde Glover vor allem durch seine Rolle des Sergeant Roger Murtaugh als Partner von Mel Gibson in den Lethal-Weapon-Filmen.

## Leben und Karriere

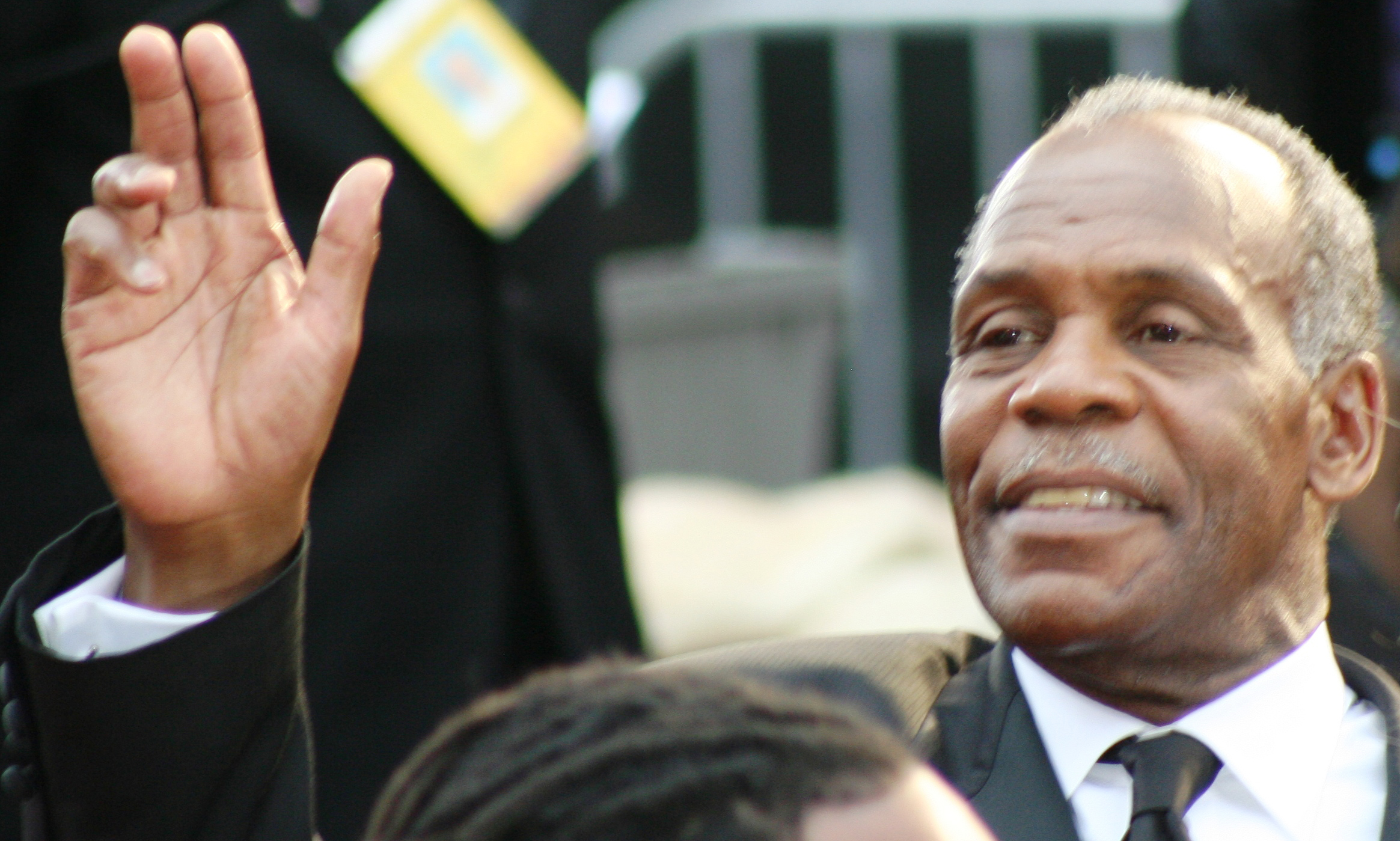
Glover bei der Oscarverleihung 2009

Danny Glover studierte an der San Francisco State University. Er war in seiner Jugend ein Mitglied der revolutionären Black Panther Party. Von 1975 bis 2000 war er mit Asake Bomani verheiratet, mit der er eine Tochter hat. Glover heiratete Eliane Cavalleiro im Jahr 2009. Über seine Betätigung beim Black Actors Workshop am American Conservatory Theater kam er zur Schauspielerei.
Seit 1979 wirkte er in mehr als 180 Film- und Fernsehproduktionen unterschiedlichster Genres mit. Größere Bekanntheit erlangte er 1984 durch eine Rolle in Die Farbe Lila. 1987 spielte er in Lethal Weapon – Zwei stahlharte Profis mit, wofür er mit dem Image Award ausgezeichnet wurde. Diesen Preis sollte er sieben weitere Male erhalten. Glover war auch in den drei Fortsetzungen zu sehen.
Weitere Bekanntheit erreichte er durch seine Rollen als Mike Harrigan in dem Film Predator 2 sowie 2004 als Detective David Tapp im Splatterfilm Saw. Er war auch in den meisten späteren Fortsetzungen der Filmreihe zu sehen, allerdings immer nur im Rahmen des Archivmaterials.
Glover ist Aufsichtsratsvorsitzender des Forums TransAfrica, einer Organisation, die es sich zur Aufgabe gemacht hat, die Öffentlichkeit über die ökonomischen, politischen und moralischen Verzweigungen der US-Außenpolitik und deren Auswirkungen auf den afrikanischen Kontinent, das karibische und lateinamerikanische Afrikanertum aufzuklären. Zudem ist er UNICEF-Sonderbotschafter.
Als Regisseur trat Glover mit dem Kurzfilm Override (1994) auf dem Showtime-TV-Kanal in Erscheinung.
Glover beteiligte sich 2008 neben anderen als Produzent an dem palästinensischen Spielfilm Das Salz des Meeres. Er ist seit den 1990er Jahren als Produzent in verschiedenen Funktionen tätig, seit den 2000er Jahren vor allem bei Dokumentationen als ausführender Produzent. 2020 fungierte er gemeinsam mit Regisseur Oliver Stone als Executive Producer der dreiteiligen Reportage-Reihe The War on Cuba der unabhängigen Dokumentarfilmfirma Belly of the Beast. Am 5. November 2021 startete die zweite Staffel der Serie über Kuba und die Beziehungen zwischen Kuba und den USA, die erneut drei Folgen umfassen soll.

### Politisches Engagement
Glover setzt sich für die Freilassung von Gefangenen wie den Miami Five ein. Außerdem sitzt er im Beirat des südamerikanischen Nachrichtensenders telesur.
Zudem unterstützt er regelmäßig Gewerkschaften wie die UFCW oder SEIU bei ihrem Engagement für die Rechte und Beschäftigungsbedingungen von Arbeitern und Angestellten.
Glover war auch in dem Dokumentarfilm The Garden (2008) zu sehen, in dem es um die Vertreibung von Latinos aus einem gemeinschaftlichen Gartenprojekt in Los Angeles geht.
Hugo Chávez war ein persönlicher Freund Glovers und finanzierte 2007 ein Filmprojekt Glovers über François-Dominique Toussaint L’Ouverture. Bei der Rückkehr von Jean-Bertrand Aristide 2011 nach Haiti aus dem von den Vereinigten Staaten und Frankreich erzwungenen Exil in Südafrika begleitete ihn Glover medienwirksam.
Glover bezeichnet sich selbst als Sozialist und unterstützte Bernie Sanders in der US-Präsidentschaftswahl 2016.

## Deutsche Synchronstimmen
In allen Lethal-Weapon-Filmen war Uwe Friedrichsen seine deutsche Synchronstimme. Von 1991 bis zu seinem Tod 2023 etablierte sich jedoch Jürgen Kluckert als Glovers Standardstimme. Von 1996 bis 2017 wurde er zudem insgesamt 8-Mal von Engelbert von Nordhausen synchronisiert, unter anderem im Film Saw. Im Film Predator 2 sowie in 6 weiteren Filmen war Klaus Sonnenschein die deutsche Stimme von Glover. In Roland Emmerichs Katastrophenfilm 2012 aus dem Jahr 2009 lieh ihm der deutsche Schauspieler Hartmut Becker seine Stimme.

## Filmografie (Auswahl)
- 1979: B.J. und der Bär (B.J. and the Bear, Fernsehserie, Folge 1x03 A Coffin with a View)
- 1979: Flucht von Alcatraz (Escape from Alcatraz)
- 1979: Lou Grant (Fernsehserie, Folge 3x03 Slammer)
- 1979: Paris (Fernsehserie, Folge 1x02 Dear John)
- 1981: Palmerstown, U.S.A. (Fernsehserie, Folge 2x06 The Threat)
- 1981: The Greatest American Hero (Fernsehserie, Folge 1x07 Fire Man)
- 1981: Crazy Street Life (Chu Chu and the Philly Flash)
- 1981: Polizeirevier Hill Street (Hill Street Blues, Fernsehserie, 4 Folgen)
- 1981: Gimme a Break! (Fernsehserie, Folge 1x06 A Man in Nell’s Room)
- 1982: Out
- 1983: The Face of Rage (Fernsehfilm)
- 1983: Die Polizei-Chiefs von Delano (Chiefs, Fernsehdreiteiler, Folge 1x02 Part 2)
- 1983: Die Schuld der Helden (Memorial Day, Fernsehfilm)
- 1984: Ein Platz im Herzen (Places in the Heart)
- 1984: Rückkehr aus einer anderen Welt (Iceman)
- 1985: Die Farbe Lila (The Color Purple)
- 1985: Der einzige Zeuge (Witness)
- 1985: Silverado
- 1987: Lethal Weapon – Zwei stahlharte Profis (Lethal Weapon)
- 1988: BAT-21 – Mitten im Feuer (BAT21)
- 1989: Weg in die Wildnis (Lonesome Dove) (Vierteilige TV-Serie)
- 1989: Brennpunkt L.A. (Lethal Weapon 2)
- 1990: Predator 2
- 1991: Flug durch die Hölle (Flight of the Intruder)
- 1991: Reine Glückssache (Pure Luck)
- 1991: Grand Canyon – Im Herzen der Stadt (Grand Canyon)
- 1992: Brennpunkt L.A. – Die Profis sind zurück (Lethal Weapon 3)
- 1993: Bopha!
- 1993: Streets of New York (The Saint of Fort Washington)
- 1994: Angels – Engel gibt es wirklich! (Angels in the Outfield)
- 1994: Maverick – Den Colt am Gürtel, ein As im Ärmel (Maverick)
- 1995: Operation: Dumbo (Operation Dumbo Drop)
- 1997: Wild America
- 1997: Switchback – Gnadenlose Flucht (Switchback)
- 1997: Der 100.000 $ Fisch (Gone Fishin’)
- 1997: Der Regenmacher (The Rainmaker)
- 1998: Lethal Weapon 4
- 1998: Menschenkind (Beloved)
- 2000: 3 A.M. – Drei Stunden nach Mitternacht (3 A.M.)
- 2001: Die Royal Tenenbaums (The Royal Tenenbaums)
- 2004: Earthsea – Die Saga von Erdsee (Fernsehzweiteiler, alle Folgen)
- 2004: Saw
- 2005: Emergency Room – Die Notaufnahme (ER, Fernsehserie, 4 Folgen)
- 2005: Manderlay
- 2005: Missing in America
- 2006: Dreamgirls
- 2006: Poor Boy’s Game
- 2006: Das Weltgericht von Bamako (Bamako)
- 2006: Shaggy Dog – Hör mal, wer da bellt (The Shaggy Dog)
- 2007: Shooter
- 2007: Terra
- 2007: Honeydripper
- 2007: Namibia – Der Kampf um die Freiheit (Namibia: The Struggle for Liberation)
- 2007–2008: Brothers & Sisters (Fernsehserie, 6 Folgen)
- 2008: Abgedreht (Be Kind Rewind)
- 2008: Die Stadt der Blinden (Blindness)
- 2008: Gospel Hill
- 2009: Night Train
- 2009: 2012
- 2009: My Name Is Earl (Fernsehserie, Folge 4x19)
- 2010: Legendary – In jedem steckt ein Held (Legendary)
- 2010: Fünf Minarette in New York (Five Minarets in New York)
- 2010: Sterben will gelernt sein (Death at a Funeral)
- 2010: Alpha und Omega (Alpha and Omega)
- 2011: Age of the Dragons
- 2011: Mysteria
- 2011: Leverage (Fernsehserie, Folge 4x04 The Van Gogh Job)
- 2011: Psych (Fernsehserie, Folge 6x05)
- 2012: Touch (Fernsehserie, 7 Folgen)
- 2013: Muhammad Alis größter Kampf (Muhammad Ali's Greatest Fight)
- 2013: Extraction
- 2013: A Timeless Love Story – Die Liebe meines Lebens (Chasing Shakespeare)
- 2013: Space Warriors – Das verrückte Weltraumcamp (Space Warriors)
- 2014: Tokarev – Die Vergangenheit stirbt niemals (Rage)
- 2014: Bad Ass 2: Bad Asses (Bad Asses)
- 2014: Supremacy
- 2014: Mumie des Grauens (Day of the Mummy)
- 2015: Bad Ass 3 (Bad Asses on the Bayou)
- 2015: Schachmatt – Spiel ohne Ausweg
- 2015: Waffle Street
- 2015: Diablo
- 2015: Gridlocked – In der Schusslinie (Gridlocked)
- 2016: Dirty Grandpa
- 2016: Criminal Minds (Fernsehserie, Folge 11x16 Derek)
- 2016: Monster Trucks
- 2016: 93 Days
- 2017: Erpressung – Wie viel ist deine Familie wert? (Extortion)
- 2018: Proud Mary
- 2018: Sorry to Bother You
- 2018: Come Sunday
- 2018: Ulysses: A Dark Odyssey
- 2018: Ein Gauner & Gentleman (The Old Man & the Gun)
- 2018: Death Race: Anarchy
- 2019: The Last Black Man in San Francisco
- 2019: The Dead Don’t Die
- 2019: Jumanji: The Next Level
- 2020: The Drummer
- 2020: Black-ish (Fernsehserie, Folge 7x06 Our Wedding Dre)
- 2021: Saint Paul
- 2022: Raus aus dem Haus – Living the American Dream (American Dreamer)
- 2022: Press Play and Love Again (Press Play)
- 2023: Andy’s 8 – Der Weihnachtsraub (The Naughty Nine)

## Auszeichnungen
Die Academy of Motion Picture Arts and Sciences kündigte an, ihn im Januar 2022 für sein soziales Engagement mit dem Jean Hersholt Humanitarian Award auszuzeichnen. 2025 wurde Glover in die Mitglied der American Academy of Arts and Sciences gewählt.

## Videospiel
- 2023: Crime Boss: Rockay City (Gloves Synchronisation)
- 2006: Der tierisch verrückte Bauernhof (Barnyard, Miles Synchronisation)
- 1991: Brer Rabbit and the Wonderful Tar Baby (Erzähler Synchronisation als Danny Lebern Glover)